# Дампір-Банбері – Ярралула-Есперанс
Дампір-Банбері – Ярралула-Есперанс – газопровід на заході Австралії. Має офіційну назву Northern Goldfields Interconnect Gas Pipeline (NGI).
Введений в дію у 2023 році газопровід NGI починається від системи Дампір – Банбері в районі компресорної станції № 7 (дещо північніше від Джералдтону). Він дозволяє транспортувати додатковий ресурс для передачі до трубопроводу Ярралула – Есперанс, який забезпечує потреби численних гірничодобувних підприємств у західних пустелях Австралії. Можливо відзначити, що  Ярралула – Есперанс так само живиться від Дампір – Банбері, проте на початковій її ділянці біля компресорної станції № 1, тоді як сполучення NGI з Ярралула – Есперанс відбувається ближче до завершення останнього, за чотири десятки кілометрів південніше від Лейнстеру.
NGI має довжину 579 кілометрів, виконаний у діаметрі 300 мм та розрахований на максимальний операційний тиск у 15,3 МПа. Пропускну здатність газопроводу визначили як 2 млн м3 на добу (з можливістю збільшення до 3,4 млн м3).
Більше половини маршруту NGI прямує в одному коридорі зі спорудженим раніше газопроводом Mid West Pipeline, який так само бере початок у районі компресорної станції № 7.